# North Washington (Colorado)
North Washington és una concentració de població designada pel cens dels Estats Units a l'estat de Colorado. Segons el cens del 2000 tenia 549 habitants.

## Demografia
Segons el cens del 2000, North Washington tenia 549 habitants, 231 habitatges, i 134 famílies. La densitat de població era de 39,9 habitants per km².
Dels 231 habitatges en un 23,4% hi vivien nens de menys de 18 anys, en un 45,9% hi vivien parelles casades, en un 7,4% dones solteres, i en un 41,6% no eren unitats familiars. En el 36,4% dels habitatges hi vivien persones soles el 15,6% de les quals corresponia a persones de 65 anys o més que vivien soles. El nombre mitjà de persones vivint en cada habitatge era de 2,38 i el nombre mitjà de persones que vivien en cada família era de 3,08.
Per edats la població es repartia de la següent manera: un 21,5% tenia menys de 18 anys, un 8,9% entre 18 i 24, un 28,6% entre 25 i 44, un 23,7% de 45 a 60 i un 17,3% 65 anys o més.
L'edat mediana era de 38 anys. Per cada 100 dones de 18 o més anys hi havia 115,5 homes.
La renda mediana per habitatge era de 32.321 $ i la renda mediana per família de 33.906 $. Els homes tenien una renda mediana de 29.286 $ mentre que les dones 21.875 $. La renda per capita de la població era de 13.582 $. Entorn del 6,8% de les famílies i el 9,9% de la població estaven per davall del llindar de pobresa.